# GANGgajang
GANGgajang est un groupe de rock australien fondé en 1983 à Sydney. Ses trois fondateurs furent l'ancien membre du groupe The Riptides Mark "Cal" Callaghan, ainsi que deux anciens membres du groupe The Angels, Chris Bailey et Graham "Buzz" Bidstrup. L'une des chansons les plus populaires du groupe, Sounds of Then, est un magnifique hymne à l'Australie.

## Discographie

### Albums studio
- GANGgajang - True Tone Records (1985)
- gangAGAIN - True Tone Records (1987)
- Lingo - RooART (1994)
- Oceans and Deserts - Shock Records (2002)

### Compilations
- True to the Tone - Shock Records (1995)
- The Essential - Shock Records (1996)
- Chronologica - Tronador Records (2000)

### DVD
- The Complete GANGajang (2006)

### Singles
- "Gimme Some Lovin" / "Noisy Talking (Part 1)" (1984)
- "House of Cards" / "From the Top to the Bottom" (1985)
- "Giver Of Life" / "Mysterious" (Live)(1985)
- "Sounds of Then" / "House Of Cards" (Live)  (1985)
- "Dream At Night" / [Cameron Allen] "Tunkleys Leave Home" (1986)
- "The Bigger They Are" / "Giver Of Life" (1986)
- "Initiation" / "Sounds Of Then" (Instrumental) (1987)
- "American Money" / "The Roof Only Leaks When It's Raining" (1987)
- "Luck Of The Irish" / "Tree Of Love" (1987)
- "Hundreds Of Languages" / "Funny Old Street" / "Give Peace Another Chance"  (1993)
- "Ordinary World" (1994)
- "Talk To Me" (1994)
- "Nomadsland" / "Nomadsland" (Orchestral) (2000)
- "Anodyne Dream" / Camp of the Moon" / "Pill for the Pain" (2003)